# Brodețke, Kozeatîn
Brodețke (în ucraineană Бродецьке) este o așezare de tip urban din raionul Kozeatîn, regiunea Vinnița, Ucraina. În afara localității principale, nu cuprinde și alte sate.

## Demografie
Componența lingvistică a așezării de tip urban Brodețke
     Ucraineană (99,07%)
     Alte limbi (0,93%)
Conform recensământului din 2001, majoritatea populației așezării de tip urban Brodețke era vorbitoare de ucraineană (99,07%), existând în minoritate și vorbitori de alte limbi.